# Danielle Quinodoz
 (mars 2024).
Danielle Quinodoz, née le 15 septembre 1934 à Grenoble et décédée le 8 avril 2015 à Genève, est une psychanalyste suisse d’origine française. 
Membre formatrice de la Société suisse de psychanalyse, elle met l’accent au cours de sa carrière sur la nécessité de choisir des « mots qui touchent ».

## Biographie
Danielle Quinodoz fait ses études de psychologie à l'université Grenoble puis à Paris. Venue en Suisse, elle suit les cours de Jean Piaget et est assistante d'André Rey à la faculté de psychologie de l’Université de Genève. Elle exerce ensuite comme psychologue clinicienne à la clinique psychiatrique des Rives de Prangins et au service médico-pédagogique de Genève. En 1960, elle épouse Jean-Michel Quinodoz, psychiatre et psychanalyste à Genève, le couple a trois enfants.
En 1967, elle ouvre un cabinet privé à Genève.
En 1979, elle devient membre de la Société Suisse de Psychanalyse et membre formatrice en 1986. Danielle Quinodoz est marquée par les courants psychanalytiques français et britannique, notamment par le courant kleinien au contact des psychanalystes Hanna Segal, de Londres, et Marcelle Spira, à Genève.
Parallèlement à son activité de psychanalyste, elle a travaillé en tant que consultante au département de psychiatrie et gériatrie de l’Université de Genève où elle a supervisé le traitement psychothérapeutique de personnes âgées.
Danielle Quinodoz meurt à Genève en 2015.

## Apports cliniques et théoriques

### Le dédoublement des parents du complexe d’Œdipe
Une analyse complète de la situation œdipienne devrait tenir compte du fait que, selon le mythe, Œdipe possède deux couples de parents, Laïos et Jocaste, souverains de Thèbes qui l’ont abandonné et Polybe et Mérope, souverains de Corinthe qui l’ont adopté. Pour Danielle Quinodoz, on a tendance à mettre en avant le couple de Laïos et Jocaste et à ignorer le couple de Polybe et Mérope. La prise de conscience de ce dédoublement permet de résoudre ce clivage et d’élaborer la situation œdipienne dans sa totalité. « Ainsi l’analyste doit-il assumer le rôle des souverains de Corinthe comme ceux de Thèbes. »

### Vertiges et relations d’objet
Le compte rendu détaillé d’une cure analytique permet à Danielle Quinodoz de décrire différentes formes de vertige en rapport avec les étapes successives du développement des relations d’objet. Ainsi, on passe du vertige par fusion à la crainte d’être lâché ou aspiré, puis au vertige de compétition jusqu’à la recherche d’un équilibre sans cesse en devenir. « C’est la première fois que l’on évoque le vertige (…) comme une problématique qui va bien au-delà de descriptions cliniques d’un cas particulier. »

### Simon/Simone ou l’analyse d’un cas de transsexualisme
Jusqu’à ce que Danielle Quinodoz accepte la demande d’analyse de ce cas de transsexualisme, on considérait ces patients comme non analysables. En effet la complexité des troubles d’identité de genre constitue un véritable défi pour la relation de transfert et de contre-transfert. « Ne sachant si elle devait s’adresser à un ou à une patiente, relève Virginia Ungar, l’analyste a choisi le masculin pour s’adresser au Simon d’avant la vaginoplastie, et le féminin pour s’adresser à Simone d’après l’opération. » Au final, l’analyse amena Simon/Simone à accepter son hétérogénéité.

### L'interprétation dans la projection
Dans l’identification projective pathologique, une partie du moi du sujet est déplacée inconsciemment dans autrui par projection, entraînant un défaut d’identité. En prêtant sa voix à la partie projetée du moi du patient, déplacée dans le psychisme de l’analyste, l’interprétation proposée par Danielle Quinodoz crée un effet miroir qui permet au sujet de récupérer son identité.

### À la recherche des «mots qui touchent»
Pour Danielle Quinodoz, il est essentiel que le psychanalyste trouve avec chaque analysant non seulement un langage qui lui parle, mais aussi un langage qui le touche, c’est-à-dire qui éveille des sensations et des fantasmes corporels, gage d’une authentique expérience émotionnelle,. Le choix des « mots qui touchent » s’avère décisif lors des entretiens préliminaires afin de reconnaître chez un patient une demande latente de psychanalyse,. « Finalement, dans le cadre de sa conception des « mots qui touchent », Quinodoz communique son attitude analytique pleine d’espoir, de confiance et d’accueil. »

### Le traitement psychanalytique des personnes âgées
L’expérience clinique de Quinodoz montre qu’il n’y a pas d’âge limite en ce qui concerne la capacité d’entreprendre une analyse. Elle relève également que la psychanalyse d’une personne âgée n’est pas fondamentalement différente de celle d’un analysant plus jeune,.

## Publications
- Éric de Léséleuc, « Danielle Quinodoz, Le vertige, entre angoisse et plaisir », Corps et culture, no Numéro 2,‎ 1er juin 1997 (ISSN 1268-5631, DOI 10.4000/corpsetculture.382, lire en ligne, consulté le 17 mars 2024)
- Danielle Quinodoz, Des mots qui touchent: une psychanalyste apprend à parler, Presses Universitaires de France, coll. « Le fait psychanalytique », 2002 (ISBN 978-2-13-051796-2)
- Danielle Quinodoz, Vieillir: une découverte, Presses Univ. de France, 2008 (ISBN 978-2-13-056011-1)[16],[17]

## Fonctions et distinctions
- Présidente de la Commission d’enseignement de la Société suisse de psychanalyse

- 1989 : « Prix Sacerdoti » au 36e Congrès International API à Rome pour sa communication sur le vertige d’origine psychique[18].
- 1995 : « Prix Psychologie 1995 » à Paris pour son ouvrage Le vertige, entre angoisse et plaisir[18].